# Episodi di Wallander (seconda stagione)
La seconda stagione della serie televisiva Wallander è costituita da 13 episodi. In Svezia il primo episodio è stato proiettato nelle sale a partire dal 9 gennaio 2009, mentre i successivi sono stati distribuiti su DVD tra il 2009 e il 2010. Gli ultimi due episodi sono stati trasmessi in prima visione assoluta sul canale britannico BBC Four, che ha anticipato l'uscita dei DVD svedesi.
In Italia questa stagione è stata trasmessa in prima visione assoluta dal canale TOP Crime dal 28 ottobre 2014 al 27 gennaio 2015.
| nº | Titolo originale | Titolo italiano      | Prima Visione Originale | Prima TV Italia  |
| -- | ---------------- | -------------------- | ----------------------- | ---------------- |
| 1  | Hämnden          | La vendetta          | 9 gennaio 2009          | 28 ottobre 2014  |
| 2  | Skulden          | La colpa             | 17 giugno 2009          | 4 novembre 2014  |
| 3  | Kuriren          | Il corriere          | 22 luglio 2009          | 11 novembre 2014 |
| 4  | Tjuven           | Il ladro             | 19 agosto 2009          | 18 novembre 2014 |
| 5  | Cellisten        | La violoncellista    | 16 settembre 2009       | 2 dicembre 2014  |
| 6  | Prästen          | Il prete             | 21 ottobre 2009         | 9 dicembre 2014  |
| 7  | Läckan           | La talpa             | 18 ottobre 2009         | 16 dicembre 2014 |
| 8  | Skytten          | Il cecchino          | 16 dicembre 2009        | 23 dicembre 2014 |
| 9  | Dödsängeln       | L'angelo della morte | 20 gennaio 2010         | 30 dicembre 2014 |
| 10 | Vålnaden         | Il fantasma          | 24 marzo 2010           | 6 gennaio 2015   |
| 11 | Arvet            | L'eredità            | 21 aprile 2010          | 13 gennaio 2015  |
| 12 | Indrivaren       | L'esattore           | 12 giugno 2010          | 20 gennaio 2015  |
| 13 | Vittnet          | Il testimone         | 19 giugno 2010          | 27 gennaio 2015  |

## La vendetta
- Titolo originale: Hämnden
- Diretto da: Charlotte Brändström
- Scritto da: Hans Rosenfeldt

### Trama
Una sera un attentato alla centrale elettrica di Ystad manda nel buio la cittadina della Scania. Durante il blackout il curatore locale di una discussa mostra artistica su Maometto viene ucciso con numerosi colpi di pistola. Il giorno seguente due autobombe esplodono, gettando gli abitanti nel terrore e creando un clima di sospetto nei confronti degli islamici. In concomitanza con questi eventi arrivano alla stazione di polizia di Ystad le nuove reclute, Isabelle e Pontus, ed il nuovo procuratore, Katarina Ahlsell.

## La colpa
- Titolo originale: Skulden
- Diretto da: Leif Magnusson
- Scritto da: Pernilla Oljelund

### Trama
Quando un bambino scompare dall'asilo, i sospetti di Martinsson si concentrano su un pedofilo residente nella zona e recentemente uscito dal carcere.

## Il corriere
- Titolo originale: Kuriren
- Diretto da: Leif Magnusson
- Scritto da: Stephan Thunberg, Stefan Apelgren

### Trama
Il corpo di un giovane e quello che resta della sua moto da corsa vengono ritrovati sulla spiaggia sottostante una ripida collina. La sera precedente l'uomo era fuggito da un controllo alla dogana sul ponte di Øresund e lo zainetto che aveva con sé è scomparso. L'analisi dei pezzi del motore porta le indagini nell'ambiente delle gare motociclistiche. Mentre Isabelle e Svartman indagano su un caso di contrabbando di cani, Martinsson fa progetti per il futuro della sua carriera.

## Il ladro
- Titolo originale: Tjuven
- Diretto da: Stephan Apelgren
- Scritto da: Lars Lundström

### Trama
Un'ondata di furti esaspera i residenti di Ystad a tal punto che alcuni di loro si organizzano per svolgere delle ronde notturne e farsi giustizia da soli. Dei rilievi vengono incaricati Isabelle e Pontus, mentre Svartman si prende a cuore il caso di un operaio polacco scomparso che ha lasciato soli la moglie e due figli piccoli. Martinsson si impegna pervicacemente per incastrare i responsabili di frequenti raid vandalici, mentre Wallander fa sempre più spesso da baby sitter ai figli di Katarina.

## La violoncellista
- Titolo originale: Cellisten
- Diretto da: Stephan Apelgren
- Scritto da: Lars Lundström, Stephan Apelgren

### Trama
Al termine di un concerto, Wallander salva una violoncellista dalle fiamme della sua auto, scatenate da un ordigno esplosivo. La giovane donna è nel mirino della malavita poiché testimone oculare dell'assassinio del suo compagno, commesso dal figlio di un mafioso russo.

## Il prete
- Titolo originale: Prästen
- Diretto da: Henrik Georgsson
- Scritto da: Pernilla Oljelund

### Trama
Un pastore luterano viene ridotto in fin di vita da due colpi di fucile fuori da un ostello della gioventù. L'uomo lavorava per un'organizzazione che rivendeva in Sud Africa materiale sanitario obsoleto e anche i proiettili che lo hanno colpito vengono da quella zona. La vittima, sposata, aveva inoltre intrapreso una relazione clandestina con la moglie dell'amministratore dell'azienda.

## La talpa
- Titolo originale: Läckan
- Diretto da: Henrik Georgsson
- Scritto da: Stefan Ahnhem

### Trama
Mentre la polizia è attirata da alcune auto incendiate, un furgone portavalori viene attaccato da un commando di rapinatori, che forzano il mezzo con un esplosivo e legano le guardie ad una bomba. Mentre si allontanano vengono notati da Pontus e Isabelle, che si lanciano al loro inseguimento ignorando gli ordini ricevuti. Il loro gesto non va a buon fine e le vite dei due giovani agenti vengono messe a repentaglio. Nel corso delle indagini appare evidente come i ladri fossero a conoscenza del percorso seguito dal furgone e come abbiano potuto pianificare ogni mossa per tempo e con cura. Vista la carenza di personale dovuta all'emergenza, Svartman accetta di posticipare di qualche ora la partenza per le ferie per occuparsi del ritrovamento di un cadavere, ma la cosa gli crea pesanti conseguenze sul piano familiare.

## Il cecchino
- Titolo originale: Skytten
- Diretto da: Agneta Fagerström-Olsson
- Scritto da: Stephan Thunberg

### Trama
Un uomo viene ucciso da un proiettile esploso da grande distanza. La vittima apparteneva ad una banda ed in passato era stata sospettata di aver preso parte ad una rapina. Indagando su questo fronte viene contattata la sua ex compagna ma anche la donna trova la morte quando un altro proiettile la raggiunge fuori dalla stazione di polizia. Un terzo colpo ferisce ad un braccio un agente amico della ragazza. Pontus identifica la zona da cui il cecchino sta sparando e, contravvenendo a tutti gli ordini di Wallander, si lancia al suo inseguimento a rischio della propria vita. Perso l'assassino, il cadetto viene pesantemente criticato dal suo superiore, che manifesta forti dubbi sulla sua attitudine al mestiere di poliziotto. Le difficoltà del giovane vengono acuite dall'arrivo del padre, avvocato che non rispetta la sua scelta professionale e che non esita ad usare il figlio di Pontus come arma nei loro litigi.

## L'angelo della morte
- Titolo originale: Dödsängeln
- Diretto da: Agneta Fagerström-Olsson
- Scritto da: Pernilla Oljelund

### Trama
Wallander si occupa della scomparsa della diciottenne Miranda, figlia di immigrati e membro di un coro composto da coetanee. Il carattere ribelle della ragazza e l'assenza dei suoi effetti personali portano a pensare ad una fuga volontaria, ma per Kurt qualcosa non torna.

## Il fantasma
- Titolo originale: Vålnaden
- Diretto da: Mikael Marcimain
- Scritto da: Lars Lundström

### Trama
In una notte d'estate i corpi di due amanti vengono bruciati nell'incendio di una casetta in riva al mare. Mentre per l'identificazione dell'uomo bisogna attendere le analisi autoptiche, la donna risulta essere la moglie di un imprenditore arricchitosi, assieme al suo socio, con operazioni al limite della legalità.

## L'eredità
- Titolo originale: Arvet
- Diretto da: Mikael Marcimain
- Scritto da: Anton Moritz

### Trama
Il produttore di sidro Manfred Stjarne viene assassinato nel corso di una cena di lavoro. La moglie Claire confida a Wallander che la vittima aveva una relazione con una dipendente di origine polacca e i sospetti si concentrano sul marito Jan. Quando l'uomo viene ritrovato impiccato, Kurt pensa di archiviare il caso, ma l'omicidio di un ex psicologo commesso con lo stesso modus operandi di quello di Stjarne riapre le indagini. L'ultima vittima aveva lavorato alla tenuta per prestare assistenza ad alcuni ex dipendenti che avevano perso la loro occupazione in seguito ad una serie di tagli aziendali.

## L'esattore
- Titolo originale: Indrivaren
- Diretto da: Kathrine Windfeld
- Scritto da: Stefan Thunberg

### Trama
I cadetti Isabelle e Pontus sono arrivati alla conclusione del loro percorso di addestramento presso la stazione di polizia di Ystad. La ragazza rimanda la propria partenza per seguire le indagini sull'omicidio della sua insegnante di arti marziali miste, uccisa in casa nel corso di una rapina. Del delitto viene immediatamente sospettato il suo ex ragazzo Fabian, buttafuori in una discoteca con forti debiti di gioco, ma un collega gli fornisce un alibi. Durante le ricerche dell'uomo, Isabelle incontra un suo ex fidanzato molto possessivo che inizia a perseguitarla nella speranza di riavviare la loro relazione.

## Il testimone
- Titolo originale: Vittnet
- Diretto da: Kathrine Windfeld
- Scritto da: Stephan Apelgren, Pernilla Oljelund

### Trama
Alla vigilia di un processo riguardante lo sfruttamento di manodopera straniera negli appalti per la polizia, Wallander viene investito da un'esplosione mentre si appresta a prendere l'automobile di Katarina. L'attentato, più intimidatorio che pericoloso, alza la tensione e spinge la procuratrice, molto provata, a spedire i figli a Stoccolma e a mettere in discussione la propria permanenza a Ystad. Mentre indaga sull'accaduto Kurt si deve anche occupare della piccola Natalia, bambina lituana trovata alla stazione dei traghetti. La piccola, che non parla svedese, ha assistito alla distruzione del corpo del fratello Jonas, operaio illegale morto in un incidente sul lavoro.